# Soyensee
Der Soyensee ist ein Badesee von knapp einem halben Quadratkilometer Größe im Norden des Landkreises Rosenheim, etwa 4,5 km nordnordwestlich von Wasserburg gelegen. Er ist als Landschaftsschutzgebiet Schutz des Soyensees und seiner Umgebung (LSG-00054.01) ausgewiesen. Ein alternativer Name ist Kitzsee.

## Beschreibung
Der See liegt in der Gemeinde Soyen, dessen Hauptort am Nordostufer des Sees liegt, sowie an der Bahnstrecke Rosenheim–Mühldorf und weniger als einen Kilometer östlich der B 15.
Der Soyensee entstand vor etwa 12.000 Jahren durch das Abschmelzen des Inngletschers. Sein Wasser wird über einen 2170 Meter langen Stollen dem Kraftwerk Vorderleiten am Inn zugeführt.
Er hat eine Größe von ca. 0,44 km² und eine maximale Länge von ca. 1,1 km sowie eine maximale Breite von 0,6 km. Die größte Tiefe des Soyensees beträgt 19,2 m. Die Wasserqualität wird mit ausgezeichnet angegeben.
Der See eignet sich gut zum Camping, Baden, Surfen und Bootfahren. Der See hat einen Strand mit großzügigen Liegewiesen und einen Campingplatz.